# Canon EOS-1D X Mark III
Canon EOS-1D X Mark III — профессиональный цифровой зеркальный фотоаппарат семейства Canon EOS, анонсированный 6 января 2020 года в качестве замены предыдущей модели Canon EOS-1D X Mark II. Фотоаппарат оснащён полнокадровой КМОП-матрицей формата 24×36 мм с 20,1 миллиона эффективных пикселей.

## Технические особенности
Это первый профессиональный фотоаппарат, в котором Canon полностью отказался от традиционных карт памяти CompactFlash, установив оба слота стандарта CFexpress. Такое рискованное, с точки зрения маркетинга, решение компания объясняет высокими скоростями записи и считывания, необходимыми для серийной съёмки RAW и работы в режиме цифровой кинокамеры. Первую тысячу фотоаппаратов планируется укомплектовать кардридерами соответствующего формата. Ещё одним ключевым новшеством стал лазерный тачпад AF Smart Controller, совмещённый с кнопками AF-ON. Датчик отслеживает движение большого пальца по поверхности кнопки, выбирая одну из 191 точек автофокуса.
Камера поддерживает принципиально новый формат сжатия фотографий HEIF, позволяющий сохранять снимки с глубиной цвета 10 бит на том же дисковом пространстве, что и 8-битный JPEG. Скорость серийной съёмки с подвижным зеркалом возросла ещё больше, достигнув значения 16 кадров в секунду. С зафиксированным зеркалом в режиме Live View доступна скорость 20 кадров в секунду с полным разрешением. В этом же режиме фотоаппарат поддерживает функции, свойственные беззеркальным аналогам, в том числе следящий автофокус по лицам и бесшумную съёмку. Рабочий диапазон регулировки светочувствительности расширился до значения ISO 102 400 с возможностью расширения до ISO 819 200 в режиме H3. Камера поддерживает тот же аккумулятор LP-E19, что и предыдущая модель, но за счёт сниженного энергопотребления его ресурс возрос более, чем вдвое.
В режиме видеосъёмки фотоаппарат обеспечивает создание контента с рекордным для своего класса разрешением 5,5К в 12-битном формате RAW. Кроме того, при записи в стандарте Full HD доступна частота 120 кадров в секунду, обеспечивающая четырёхкратное замедление. Фотоаппарат оснащён встроенным модулем Wi-Fi для передачи фотографий и видео по воздуху на расстояние до 10 метров. Для увеличения радиуса передачи предусмотрен приставной трансмиттер Canon WFT-E9. По сравнению с предыдущими моделями настройка соединения стала удобнее за счёт разделения на две составляющих, независимо задающих используемую беспроводную сеть и адрес сервера. Разные пресеты обеих настроек можно в дальнейшем произвольно комбинировать, не настраивая каждый раз весь путь заново.